# Louvakou (district)
Pour les articles homonymes, voir Louvakou.
Louvakou (s’écrit également Luvaku) est l’un des districts du département de Niari en République du Congo. Son chef-lieu est la ville de Louvakou.